# 月曜ミステリー劇場
『月曜ミステリー劇場』（げつようミステリーげきじょう）は、TBS系列で2001年4月2日から2006年3月20日まで毎週月曜日21:00 - 22:54 に放送された日本の長時間ドラマ番組である。

## 概要

### 歴史
元々、これ以前にもTBSではサスペンス路線の番組を1982年4月から放送していた。
- 最初は1982年4月 - 1984年9月まで放送した毎週土曜日21:02 - 22:54の「ザ・サスペンス」。
- 1984年10月 - 1985年3月まで毎週水曜日21:02 - 22:23放送の「恋はミステリー劇場」。
- 1985年4月 - 1987年9月まで毎週水曜日21:02 - 22:54放送の「水曜ドラマスペシャル」（1986年3月までは- 22:23までの放送）。
- 1987年10月の報道枠設置で半年間のインターバルを挟んで1988年4月 - 1989年9月までの「土曜ドラマスペシャル」[注 1]。

そして、この月曜日の枠は以前から「月曜ロードショー」という映画（主として海外洋画）の枠を編成していたが、1987年10月から22:00 - 22:54に報道枠を設けたため、一旦21:00 - 21:54の枠で連続ドラマを放送していた。
その後1989年9月で報道枠が23:00からに移動したのに伴って、「月曜ドラマスペシャル」として2時間枠のドラマをスタートさせた。形式的には「土曜ドラマスペシャル」を事実上系譜した形でのスタートとなり、2001年4月から「月曜ミステリー劇場」に改題し、ミステリー・サスペンスものを重点的に放送するようになった。
2006年4月以降はミステリー・サスペンスに捉われない多ジャンルの2時間ドラマ（結局最終的にはほぼミステリー・サスペンスものに落ち着く）と映画を交互に放送する「月曜ゴールデン」に衣替えし、「月ミス」としては同年3月20日放送分で幕を下ろした。

### 番組の特徴
日本で放送されているドラマ番組の中では、唯一提供クレジットの前半・後半パート入れ替えのアナウンスはない（この流れは1999年4月以後の「月曜ドラマスペシャル」からの引継ぎ）。代わりにCMとCMの間に入る15秒程度のあらすじの部分のみに入っていて、本編中には一切表示されない。これは後番組の「月曜ゴールデン」でも続いているが、現在はあらすじの部分がないため、前半パート終了時を1回目のローカルCMに入る直前に、後半パートを2回目のローカルCM終了直後にそれぞれ本編作品中に挿入している（番組開始、終了時にはアナウンスがあり、地上波の再放送やBS-TBSの放送では提供クレジット表示なしで前半・後半パート入れ替え時のあらすじ部分がそのまま放送されるがカットされる場合もある。TBSチャンネルでは前半・後半パート入れ替え時のあらすじ部分はCMも含めてカットされている）。ただし、年1、2回程度1社単独提供（途中入れ替えなし）のスペシャルドラマが放送されることがある。
オープニングは番組タイトルが水中に沈んでいく映像が使われており、番組タイトルとして終了した現在でも地上波・衛星波の再放送で当時のBGMとともに見ることができる（当初は4:3SD収録だったが、後に16:9HD収録も行なわれた）。そのため再放送も「月曜ミステリー劇場」のタイトルのままで放送される（後番組の「月曜ゴールデン」の再放送も同様）。オープニングテーマの作曲は武部聡志。

### 各地での放送事情
- 宮崎県では宮崎放送（MRT）がこの番組を同時ネット放送している裏で、クロスネット局のテレビ宮崎がテレビ朝日系列の「土曜ワイド劇場」を2日遅れで時差放送する「月曜ワイド劇場」を行っていることから、サスペンス番組で視聴率争いを繰り広げているほどであった。
後番組の「月曜ゴールデン」では一時期、2006年4月以降はサスペンス枠は月1、2回程度となっていたため、新作のサスペンスドラマ番組同士の競合は少なくなっていたが、その後2012年9月までは再びほぼ毎週のように新作のサスペンス番組同士で競合が続いていた。
2012年10月からは「月曜ワイド劇場」が原則として新作と再放送を週替わり編成で放送することになったため、新作同士での競合は月2回見られる程度となったが、それでも宮崎県では「月曜ドラマスペシャル」開始時代の1989年10月から現在に至るまでプライムタイム枠による2時間サスペンスドラマ番組同士の競合は続いている。
- 秋田県ではフジテレビ系列の秋田テレビが、約1ヵ月遅れで「日曜ワイド劇場」として日曜午後1時に放送していたが、2005年4月から『ウチくる!?』が10分延長放送されるようになり、また3時から放送している『スーパー競馬』のリアルタイム放送を考え、1時10分からCMを削る形で時差ネットをしている。

## シリーズ作品
- 十津川警部シリーズ（第22作-第36作） - 原作：西村京太郎、主演：渡瀬恒彦、伊東四朗、製作：テレパック
- 浅見光彦シリーズ（第16作-第21作） - 原作：内田康夫、主演：沢村一樹、製作：テレパック
- 早乙女千春の添乗報告書（第11作-第17作） - 主演：名取裕子、製作：ホリプロ
- 名探偵キャサリン（第10作-第14作） - 主演：かたせ梨乃、製作：テレパック
- 検視官江夏冬子（第6作） - 原作：山村美紗、主演：萬田久子
- 万引きGメン・二階堂雪（第6作-第13作） - 主演：木の実ナナ、製作：ネクスト・プロデュース
- 税務調査官・窓際太郎の事件簿（第7作-第13作） - 主演：小林稔侍、製作：Joker
- 弁護士高見沢響子（第4作-第7作） - 主演：市原悦子、製作：TBS、東阪企画
- 女子刑務所東3号棟（第3作-第6作） - 主演 : 泉ピン子、製作：TBS
- 弁護士迫まり子の遺言作成ファイル（第4作、第5作） - 主演：斉藤慶子、製作：PDS
- ホステス探偵危機一髪（第3作-第6作） - 主演：水野真紀、製作：ドリマックス・テレビジョン、オーバー・ゼロ
- 探偵 左文字進（第3作-第9作） - 原作：西村京太郎、主演：水谷豊、製作：テレパック
- 冤罪シリーズ（第3作、第4作） - 原作：西村京太郎、主演：加藤剛、製作：劇団俳優座
  - ※「冤罪〜父と子の旅路〜」（原作では「父と子の旅路」、2005年6月6日放送）とは無関係。
- カードGメン・小早川茜（第3作-第8作） - 主演：片平なぎさ
- 陰の季節（第3作-第7作） - 原作：横山秀夫、主演：上川隆也、製作：ザ・ワークス
- おばさん会長・紫の犯罪清掃日記!ゴミは殺しを知っている（第2作-第6作） - 主演：中村玉緒・さとう珠緒、製作：ファインエンターテイメント
- 流れ星お銀!事件解決いたします（第2作、第3作） - 主演：高島礼子、製作：MMJ
- アドベンチャー探偵の事件簿（第2作） - 主演：赤井英和、製作：TBS、大映テレビ
- 弁護士猪狩文助（全5作） - 原作：和久峻三、主演：いかりや長介、製作：国際放映
- 示談交渉人甚内たま子裏ファイル（第1作-第4作） - 原作：柳原三佳・浦野道行、主演：渡辺えり子、製作：Joker
- 人情質屋の事件台帳（全2作） - 主演：余貴美子、製作：ワールドテレビジョン
- 自治会長・糸井緋芽子社宅の事件簿（第1作-第7作） - 主演：泉ピン子、製作：ザ・ワークス
- 上条麗子の事件推理（第1作-第4作） - 主演：眞野あずさ、製作：TSP
- 森村誠一サスペンスシリーズ（第1作-第5作） - 原作：森村誠一、主演：根津甚八⇒三浦友和
- 外科医零子（全4作） - 主演：財前直見、製作：アズバーズ
- 弁護士 朝吹里矢子（全4作） - 原作：夏樹静子、主演：南果歩
- ペットシッター沢口華子の事件簿（全2作） - 主演：研ナオコ、製作：TBS、Joker
- 棟居刑事シリーズ（全4作） - 原作：森村誠一、主演：中村雅俊
- 世直し公務員ザ・公証人（第1作-第6作） - 主演：渡瀬恒彦、製作：オセロット
- 第三の時効シリーズ（全6作） - 原作：横山秀夫、主演：渡辺謙・段田安則・伊武雅刀・橋爪功・緒形直人・金子賢、製作：アミューズ、コブラピクチャーズ
- 真実を追う男（全2作） - 主演：小林稔侍、製作：Joker
- 湯の町コンサルタント（全4作） - 主演：坂東三津五郎、製作：KANOX
- ざこ検事 潮貞志の事件簿（全3作） - 原作：今井秀智・高田靖彦、主演：長嶋一茂、製作：東映
- 駅前タクシー湯けむり事件案内（全3作） - 主演：梅沢富美男、前川清、製作：近藤照男プロダクション
- 税理士・楠銀平の事件帳簿（全2作） - 主演：愛川欽也、うつみ宮土理、原案：うつみ宮土理、製作：MMJ
- 京舞妓殺人事件（全2作） - 原作：山村美紗、主演：池上季実子、製作：東映
- 広域捜査官・宮之原警部（全2作） - 主演：村上弘明、原作：木谷恭介、製作：彩の会
- 女タクシードライバーの事件日誌（第2作、第3作） - 主演：余貴美子、製作：TBS、ノアズ
- 女金融道シリーズ（第2作） - 主演：中村玉緒、製作：TBS、ファインエンターテイメント
- 恋する京女将 音姫千尋の事件簿（全2作） - 主演：片平なぎさ、氷川きよし、製作：ホリプロ
- ムコ入り刑事 高山家・明の事件ファイル（全2作） - 主演：坂口憲二、製作：TBS、MMJ
- 捜し屋★諸星光介が走る!（第1作、第2作） - 主演：船越英一郎、製作：東宝株式会社、TBS
- 財務捜査官 雨宮瑠璃子（第1作、第2作） - 主演：浅野ゆう子、製作：ファインエンターテイメント、TBS
- やとわれ女将 菊千代の事件簿（第1作、第2作、第3作） - 主演：坂口良子、製作：TBS、近藤照男プロダクション
- 血痕 警科研・湯川愛子の鑑定ファイル（第1作、第2作） - 主演：竹下景子、製作：TBS、東阪企画
- 警視庁三係・吉敷竹史の殺人捜査シリーズ（第1作、第2作） - 原作：島田荘司、主演：鹿賀丈史、製作：ケイファクトリー、TBS
- パートタイム裁判官（第1作） - 主演：水谷豊、製作：オセロット
- 狩矢警部シリーズ（第1作） - 原作：山村美紗、主演：船越英一郎、製作：東映

## 単発作品
- 警察庁特別広域捜査官 宮之原警部の愛と追跡（2001年5月28日） - 原作：木谷恭介、主演：鹿賀丈史、製作：彩の会
- 逆転の夏（2001年9月3日） - 原作：横山秀夫、主演：佐藤浩市
- スクープ（2002年） - 監督：長谷部安春、主演：渡哲也、製作：東北新社
- サスペンス特別企画 長く孤独な誘拐（2004年2月2日） - 原作：貫井徳郎、主演：上川隆也、製作：アミューズ
- 松本清張特別企画・殺意（2004年10月11日） - 原作：松本清張、主演：高島礼子、製作：BS-TBS
- 真相（2005年5月2日） - 原作：横山秀夫、主演：小林稔侍
- 冤罪〜父と子の旅路〜（2005年6月6日） - 原作：小杉健治、主演：橋爪功、製作：G・カンパニー
- 110番通信司令官 秋月翔子（2005年6月20日） - 主演：萬田久子、製作：ビデオフォーカス
- ネタ元（2005年9月5日） - 原作：横山秀夫、主演：沢口靖子
- 三ツ鐘署シリーズ 深追い（2005年11月7日） - 原作：横山秀夫、主演：椎名桔平
- 検察審査会（2005年11月21日） - 主演：高島礼子、製作：大映テレビ
- 父が来た道（2005年11月28日） - 主演：阿部寛、製作：オセロット
- 走れ！事件記者 娘に捧げる最後のスクープ（2006年2月27日） - 主演：小林稔侍、製作：東阪企画

## 放送リスト

### 2001年
| 回数 | 放送日   | タイトル                                              | 話数                                            | 主演         | 原作              | 脚本              | 監督              | 制作                   |
| ---- | -------- | ----------------------------------------------------- | ----------------------------------------------- | ------------ | ----------------- | ----------------- | ----------------- | ---------------------- |
| 1    | 4月2日   | 十津川警部シリーズ                                    | 22                                              | 渡瀬恒彦     | 西村京太郎        | 安本莞二          | 中村金太          | テレパック             |
| 2    | 4月9日   | 万引きGメン・二階堂雪                                 | 6                                               | 木の実ナナ   | -                 | 齊藤珠緒          | 松島稔            | ネクスト・プロデュース |
| 3    | 4月16日  | Gメン'75スペシャル 東京・北海道トリック殺人事件       | Gメン'75スペシャル 東京・北海道トリック殺人事件 | 丹波哲郎     | -                 | 佐藤純彌          | 佐藤純彌          | 近藤照男プロダクション |
| 4    | 4月23日  | 弁護士猪狩文助                                        | 1                                               | いかりや長介 | 和久峻三          | 田辺満            | 水谷俊之          | 国際放映               |
| 5    | 5月7日   | 弁護士高見沢響子                                      | 4                                               | 市原悦子     | -                 | 石原武龍          | 長尾啓司          | 東阪企画               |
| 6    | 5月14日  | 探偵 左文字進                                         | 3                                               | 水谷豊       | 西村京太郎        | 峯尾基三          | 井上昭            | テレパック             |
| 7    | 5月21日  | 監察医・薮野善次郎                                    | 9                                               | 山城新伍     | 上野正彦          | 前川洋一          | 吉田啓一郎        | 松竹                   |
| 8    | 5月28日  | 警察庁特別広域捜査官 宮之原警部の愛と追跡             | 警察庁特別広域捜査官 宮之原警部の愛と追跡       | 鹿賀丈史     | 木谷恭介          | 稲葉一広          | 小林俊一          | 彩の会                 |
| 9    | 6月4日   | 名探偵キャサリン                                      | 10                                              | かたせ梨乃   | 山村美紗          | 倉沢奈都子        | 黒沢淳            | テレパック             |
| 10   | 6月11日  | 税務調査官・窓際太郎の事件簿                          | 7                                               | 小林稔侍     | -                 | 土屋斗紀雄        | 中山史郎          | Joker                  |
| 11   | 6月18日  | 示談交渉人甚内たま子裏ファイル                        | 1                                               | 渡辺えり子   | 柳原三佳 浦野道行 | 金谷祐子          | 本橋圭太          | Joker                  |
| 12   | 6月25日  | ホステス探偵危機一髪                                  | 3                                               | 水野真紀     | -                 | 江頭美智留        | 池添博            | ドリマックス           |
| 13   | 7月2日   | 早乙女千春の添乗報告書                                | 11                                              | 名取裕子     | -                 | いとう斗士八      | 長尾啓司          | ホリプロ               |
| 14   | 7月9日   | 人情質屋の事件台帳                                    | 1                                               | 余貴美子     | -                 | 山田耕大          | 猪崎宣昭          | ワールドテレビジョン   |
| 15   | 7月16日  | 流れ星お銀!事件解決いたします                         | 2                                               | 高島礼子     | -                 | 橋本以蔵          | 今井和久          | MMJ                    |
| 16   | 7月23日  | 自治会長 糸井緋芽子 社宅の事件簿                      | 1                                               | 泉ピン子     | -                 | 深沢正樹          | 中山史郎          | THE WORKS              |
| 17   | 8月20日  | 検視官江夏冬子                                        | 6                                               | 萬田久子     | 山村美紗          | 中岡京平          | 合月勇            | 泉放送制作             |
| 18   | 9月3日   | 逆転の夏                                              | 逆転の夏                                        | 佐藤浩市     | 横山秀夫          | 久松真一          | 榎戸耕史          | アミューズ             |
| 19   | 9月10日  | 上条麗子の事件推理                                    | 1                                               | 眞野あずさ   | -                 | 土屋斗紀雄        | 鷹森立一          | TSP                    |
| 20   | 9月17日  | 森村誠一サスペンスシリーズ                            | 1                                               | 根津甚八     | 森村誠一          | 石倉保志          | 小澤啓一          | スイート・ベイジル     |
| 21   | 9月24日  | 浅見光彦シリーズ                                      | 16                                              | 沢村一樹     | 内田康夫          | 石原武龍          | 佐々木章光        | テレパック             |
| 22   | 10月1日  | 十津川警部シリーズ                                    | 23                                              | 渡瀬恒彦     | 西村京太郎        | 安本莞二          | 藤尾隆            | テレパック             |
| 23   | 10月8日  | 万引きGメン・二階堂雪                                 | 7                                               | 木の実ナナ   | -                 | 齊藤珠緒          | 松島稔            | ネクスト・プロデュース |
| 24   | 10月15日 | 探偵 左文字進                                         | 4                                               | 水谷豊       | 西村京太郎        | 鈴木貴子          | 杉村六郎          | テレパック             |
| 25   | 10月22日 | 外科医零子                                            | 1                                               | 財前直見     | -                 | 今井詔二          | 大岡進            | アズバーズ             |
| 26   | 10月29日 | カードGメン・小早川茜                                 | 3                                               | 片平なぎさ   | -                 | 齊藤珠緒          | 斎藤光正          | ネクスト・プロデュース |
| 27   | 11月5日  | 弁護士 朝吹里矢子                                     | 1                                               | 南果歩       | 夏樹静子          | 金子成人 扇澤延男 | 佐藤健光          | TSP                    |
| 28   | 11月12日 | ペットシッター沢口華子の事件簿                        | 1                                               | 研ナオコ     | -                 | 長川千佳子        | 中山史郎          | Joker                  |
| 29   | 11月26日 | おばさん会長・紫の犯罪清掃日記!ゴミは殺しを知っている | 2                                               | 中村玉緒     | -                 | 橋本以蔵          | 中山史郎          | FINE                   |
| 30   | 12月3日  | 棟居刑事シリーズ                                      | 1                                               | 中村雅俊     | 森村誠一          | 佐伯俊道          | 水谷俊之          | G・カンパニー          |
| 31   | 12月10日 | 被害者の妻 夫は二度殺された                           | 被害者の妻 夫は二度殺された                     | かたせ梨乃   | -                 | 前川洋一          | 松田耕二 国貞泰生 | 北海道放送             |
| 32   | 12月17日 | かあさん保護司 神崎アイの熱血事件簿                   | かあさん保護司 神崎アイの熱血事件簿             | 浜木綿子     | -                 | 土屋斗紀雄        | 鈴木晴之          | 毎日放送               |
| 33   | 12月24日 | 陰の季節                                              | 3                                               | 上川隆也     | 横山秀夫          | 浅野有生子        | 真船禎            | THE WORKS              |

### 2002年
| 回数 | 放送日   | タイトル                                              | 話数                              | 主演         | 原作                     | 脚本                | 監督       | 制作                   |
| ---- | -------- | ----------------------------------------------------- | --------------------------------- | ------------ | ------------------------ | ------------------- | ---------- | ---------------------- |
| 34   | 1月7日   | 十津川警部シリーズ                                    | 24                                | 渡瀬恒彦     | 西村京太郎               | 佐伯俊道            | 脇田時三   | テレパック             |
| 35   | 1月14日  | 税務調査官・窓際太郎の事件簿                          | 8                                 | 小林稔侍     | -                        | 土屋斗紀雄          | 中山史郎   | Joker                  |
| 36   | 1月21日  | 本人訴訟 司法浪人・鵜飼優子の挑戦                     | 本人訴訟 司法浪人・鵜飼優子の挑戦 | 佐藤藍子     | 見尾明日子               | 瀧川晃代 見尾明日子 | 小平裕     | 東映                   |
| 37   | 1月28日  | ミステリー作家・桜田桃子の冒険                        | 2                                 | 池上季実子   | -                        | 横田与志 高橋孝之介 | 瀬川昌治   | 近藤照男プロダクション |
| 38   | 2月11日  | 弁護士猪狩文助                                        | 2                                 | いかりや長介 | 和久峻三                 | 田辺満              | 鈴木一平   | 国際放映               |
| 39   | 2月18日  | 「萩原朔太郎」の亡霊                                  | 「萩原朔太郎」の亡霊              | 髙嶋政宏     | 内田康夫                 | 岡本克己            | 中村金太   | 泉放送制作             |
| 40   | 3月4日   | カードGメン・小早川茜                                 | 4                                 | 片平なぎさ   | -                        | 齊藤珠緒            | 斎藤光正   | ネクスト・プロデュース |
| 41   | 3月11日  | ホステス探偵危機一髪                                  | 4                                 | 水野真紀     | -                        | 江頭美智留          | 五木田亮一 | ドリマックス           |
| 42   | 3月18日  | 弁護士迫まり子の遺言作成ファイル                      | 4                                 | 斉藤慶子     | -                        | 井上由美子          | 佐藤健光   | PDS                    |
| 43   | 3月25日  | 十津川警部シリーズ                                    | 25                                | 渡瀬恒彦     | 西村京太郎               | 安本莞二            | 脇田時三   | テレパック             |
| 44   | 4月1日   | 早乙女千春の添乗報告書                                | 12                                | 名取裕子     | -                        | いとう斗士八        | 長尾啓司   | ホリプロ               |
| 45   | 4月8日   | 探偵 左文字進                                         | 5                                 | 水谷豊       | 西村京太郎               | 鈴木貴子            | 杉村六郎   | テレパック             |
| 46   | 4月15日  | 万引きGメン・二階堂雪                                 | 8                                 | 木の実ナナ   | 齊藤珠緒                 | 土屋斗紀雄          | 松島稔     | ネクスト・プロデュース |
| 47   | 4月29日  | 名探偵・金田一耕助シリーズ                            | 29                                | 古谷一行     | 横溝正史                 | 石原武龍            | 山本厚     | 東阪企画               |
| 48   | 5月6日   | 弁護士高見沢響子                                      | 5                                 | 市原悦子     | -                        | 石原武龍            | 出目昌伸   | 東阪企画               |
| 49   | 5月13日  | 世直し公務員ザ・公証人                                | 1                                 | 渡瀬恒彦     | -                        | 金谷祐子            | 森﨑東     | オセロット             |
| 50   | 5月20日  | アドベンチャー探偵の事件簿                            | 2                                 | 赤井英和     | -                        | 篠原高志            | 森山享     | 大映テレビ             |
| 51   | 5月27日  | 検察官 沢木穂乃歌                                     | 1                                 | 岩下志麻     | クリスティン・マグワイア | 金子成人            | 大野木直之 | 大野木オフィス         |
| 52   | 6月3日   | 名探偵キャサリン                                      | 11                                | かたせ梨乃   | 山村美紗                 | 倉沢奈都子          | 山内宗信   | テレパック             |
| 53   | 6月10日  | 冤罪シリーズ                                          | 3                                 | 加藤剛       | 西村京太郎               | 鶴島光重            | 藤嘉行     | 劇団俳優座             |
| 54   | 6月17日  | 弁護士 朝吹里矢子                                     | 2                                 | 南果歩       | 夏樹静子                 | 扇澤延男 普久原晃二 | 佐藤健光   | TSP                    |
| 55   | 6月24日  | 示談交渉人甚内たま子裏ファイル                        | 2                                 | 渡辺えり子   | 柳原三佳 浦野道行        | 金谷祐子            | 本橋圭太   | Joker                  |
| 56   | 7月8日   | 横山秀夫サスペンス                                    | 1                                 | 渡辺謙       | 横山秀夫                 | 久松真一            | 清弘誠     | アミューズ             |
| 57   | 7月15日  | 上条麗子の事件推理                                    | 2                                 | 眞野あずさ   | -                        | 土屋斗紀雄          | 鷹森立一   | TSP                    |
| 58   | 7月22日  | おばさん会長・紫の犯罪清掃日記!ゴミは殺しを知っている | 3                                 | 中村玉緒     | -                        | 橋本以蔵            | 中山史郎   | FINE                   |
| 59   | 7月29日  | 探偵・喜多嶋翔子の調査報告書                          | 探偵・喜多嶋翔子の調査報告書      | 室井滋       | -                        | 西岡琢也            | 黒沢直輔   | TSP                    |
| 60   | 8月5日   | 自治会長 糸井緋芽子 社宅の事件簿                      | 2                                 | 泉ピン子     | -                        | 深沢正樹            | 長谷川康   | THE WORKS              |
| 61   | 8月12日  | 愛・倫廻のワルツ                                      | 愛・倫廻のワルツ                  | 内藤剛志     | 川内康範                 | 川内康範            | 真船禎     | THE WORKS              |
| 62   | 8月19日  | 弁護士猪狩文助                                        | 3                                 | いかりや長介 | 和久峻三                 | 田辺満              | 鈴木一平   | 国際放映               |
| 63   | 8月26日  | 軽井沢夫人                                            | 軽井沢夫人                        | 坂口良子     | -                        | 横田与志            | 佐藤純彌   | 近藤照男プロダクション |
| 64   | 9月2日   | 外科医零子                                            | 2                                 | 財前直見     | -                        | 今井詔二            | 大岡進     | アズバーズ             |
| 65   | 9月23日  | 浅見光彦シリーズ                                      | 17                                | 沢村一樹     | 内田康夫                 | 前川洋一            | 藤尾隆     | テレパック             |
| 66   | 9月30日  | 十津川警部シリーズ                                    | 26                                | 渡瀬恒彦     | 西村京太郎               | 水谷龍二            | 脇田時三   | テレパック             |
| 67   | 10月7日  | 探偵 左文字進                                         | 6                                 | 水谷豊       | 西村京太郎               | 鈴木貴子            | 杉村六郎   | テレパック             |
| 68   | 10月14日 | スクープ                                              | スクープ                          | 渡哲也       | -                        | 石原武龍            | 長谷部安春 | 東北新社               |
| 69   | 10月21日 | 万引きGメン・二階堂雪                                 | 9                                 | 木の実ナナ   | -                        | 西岡琢也            | 松島稔     | ネクスト・プロデュース |
| 70   | 10月28日 | 陰の季節                                              | 4                                 | 上川隆也     | 横山秀夫                 | 浅野有生子          | 中山史郎   | THE WORKS              |
| 71   | 11月11日 | 真実を追う男                                          | 1                                 | 小林稔侍     | -                        | 金谷祐子 金井寛     | 橋本一     | Joker                  |
| 72   | 11月18日 | 名探偵キャサリン                                      | 12                                | かたせ梨乃   | 山村美紗                 | 倉沢奈都子          | 山内宗信   | テレパック             |
| 73   | 11月25日 | 湯の町コンサルタント                                  | 1                                 | 坂東三津五郎 | -                        | 水谷龍二            | 猪原達三   | カノックス             |
| 74   | 12月2日  | ざこ検事 潮貞志の事件簿                               | 1                                 | 長嶋一茂     | 今井秀智 高田靖彦        | 今井詔二            | 佐藤健光   | 東映                   |
| 75   | 12月9日  | 人情質屋の事件台帳                                    | 2                                 | 余貴美子     | -                        | 山田耕大            | 猪崎宣昭   | ワールドテレビジョン   |
| 76   | 12月16日 | 狼女の子守唄                                          | 狼女の子守唄                      | 黒木瞳       | 山崎洋子                 | 綾瀬麦彦            | 大原誠     | トスカドメイン         |
| 77   | 12月23日 | 税務調査官・窓際太郎の事件簿                          | 9                                 | 小林稔侍     | -                        | 土屋斗紀雄          | 中山史郎   | Joker                  |

### 2003年
| 回数 | 放送日   | タイトル                                              | 話数                                             | 主演         | 原作         | 脚本                    | 監督       | 制作                   |
| ---- | -------- | ----------------------------------------------------- | ------------------------------------------------ | ------------ | ------------ | ----------------------- | ---------- | ---------------------- |
| 78   | 1月6日   | 早乙女千春の添乗報告書                                | 13                                               | 名取裕子     | -            | いとう斗士八            | 長尾啓司   | ホリプロ               |
| 79   | 1月13日  | 弁護士猪狩文助                                        | 4                                                | いかりや長介 | 和久峻三     | 田辺満                  | 水谷俊之   | 国際放映               |
| 80   | 1月20日  | 自治会長 糸井緋芽子 社宅の事件簿                      | 3                                                | 泉ピン子     | -            | 深沢正樹                | 西本淳一   | THE WORKS              |
| 81   | 1月27日  | 森村誠一サスペンスシリーズ                            | 2                                                | 三浦友和     | 森村誠一     | 石倉保志                | 小澤啓一   | スイート・ベイジル     |
| 82   | 2月3日   | おばさん会長・紫の犯罪清掃日記!ゴミは殺しを知っている | 4                                                | 中村玉緒     | -            | 橋本以蔵                | 真船禎     | FINE                   |
| 83   | 2月10日  | カードGメン・小早川茜                                 | 5                                                | 片平なぎさ   | -            | 齊藤珠緒                | 斎藤光正   | ネクスト・プロデュース |
| 84   | 2月17日  | 駅前タクシー湯けむり事件案内                          | 1                                                | 梅沢富美男   | -            | 高橋孝之介 山浦弘靖     | 小山幹夫   | 近藤照男プロダクション |
| 85   | 2月24日  | 横山秀夫サスペンス                                    | 2                                                | 緒形直人     | 横山秀夫     | 久松真一                | 榎戸耕史   | アミューズ             |
| 86   | 3月3日   | 税理士楠銀平の事件帳簿                                | 1                                                | 愛川欽也     | うつみ宮土理 | 石倉保志                | 今井和久   | MMJ                    |
| 87   | 3月10日  | 世直し公務員ザ・公証人                                | 2                                                | 渡瀬恒彦     | -            | 金谷祐子                | 増田天平   | オセロット             |
| 88   | 3月17日  | 陰の季節                                              | 5                                                | 上川隆也     | 横山秀夫     | 浅野有生子              | 真船禎     | THE WORKS              |
| 89   | 3月24日  | 十津川警部シリーズ                                    | 28                                               | 渡瀬恒彦     | 西村京太郎   | 安本莞二                | 脇田時三   | テレパック             |
| 90   | 4月7日   | 探偵 左文字進                                         | 7                                                | 水谷豊       | 西村京太郎   | 長川千佳子              | 杉村六郎   | テレパック             |
| 91   | 4月14日  | 上条麗子の事件推理                                    | 3                                                | 眞野あずさ   | -            | 土屋斗紀雄              | 鷹森立一   | TSP                    |
| 92   | 4月21日  | 棟居刑事シリーズ                                      | 2                                                | 中村雅俊     | 森村誠一     | 佐伯俊道                | 水谷俊之   | G・カンパニー          |
| 93   | 4月28日  | 弁護士高見沢響子                                      | 6                                                | 市原悦子     | -            | 石原武龍                | 長尾啓司   | 東阪企画               |
| 94   | 5月5日   | 横山秀夫サスペンス                                    | 3                                                | 石橋凌       | 横山秀夫     | 森岡利行                | 榎戸耕史   | アミューズ             |
| 95   | 5月12日  | 外科医さやかの執刀事件簿                              | 外科医さやかの執刀事件簿                         | 久本雅美     | -            | 橋本以蔵                | 伊藤寿浩   | FINE                   |
| 96   | 5月19日  | 税務調査官・窓際太郎の事件簿                          | 10                                               | 小林稔侍     | -            | 土屋斗紀雄              | 中山史郎   | Joker                  |
| 97   | 5月26日  | 万引きGメン・二階堂雪                                 | 10                                               | 木の実ナナ   | -            | 西岡琢也                | 松島稔     | ネクスト・プロデュース |
| 98   | 6月2日   | カードGメン・小早川茜                                 | 6                                                | 片平なぎさ   | -            | 齊藤珠緒                | 猪崎宣昭   | ネクスト・プロデュース |
| 99   | 6月9日   | 弁護士迫まり子の遺言作成ファイル                      | 5                                                | 斉藤慶子     | -            | 井上由美子              | 真船禎     | PDS                    |
| 100  | 6月16日  | 早乙女千春の添乗報告書                                | 14                                               | 名取裕子     | -            | いとう斗士八            | 長尾啓司   | ホリプロ               |
| 101  | 6月23日  | 監察医・薮野善次郎                                    | 10                                               | 山城新伍     | 上野正彦     | 前川洋一                | 吉田啓一郎 | 松竹                   |
| 102  | 6月30日  | 冤罪シリーズ                                          | 4                                                | 加藤剛       | 西村京太郎   | 池田幻 津田さより       | 藤嘉行     | 劇団俳優座             |
| 103  | 7月7日   | 世直し公務員ザ・公証人                                | 3                                                | 渡瀬恒彦     | -            | 金谷祐子                | 増田天平   | オセロット             |
| 104  | 7月14日  | 揺らぐ灯 熱海・七半岸壁の女                           | 揺らぐ灯 熱海・七半岸壁の女                      | 高橋由美子   | 夏樹静子     | 洞澤美恵子              | 廣瀬襄     | 東阪企画               |
| 105  | 7月21日  | 森村誠一サスペンスシリーズ                            | 3                                                | 三浦友和     | 森村誠一     | 石倉保志                | 小澤啓一   | スイート・ベイジル     |
| 106  | 7月28日  | 湯の町コンサルタント                                  | 2                                                | 坂東三津五郎 | -            | 水谷龍二                | 猪原達三   | カノックス             |
| 107  | 8月4日   | 京舞妓殺人事件                                        | 1                                                | 池上季実子   | 山村美紗     | 瀧川晃代                | 関本郁夫   | 東映                   |
| 108  | 8月11日  | 流れ星お銀!事件解決いたします                         | 3                                                | 高島礼子     | -            | 橋本以蔵                | 今井和久   | MMJ                    |
| 109  | 8月18日  | 女三人乱れ咲き! 氷川きよし追っかけツアー殺人事件      | 女三人乱れ咲き! 氷川きよし追っかけツアー殺人事件 | 岸田今日子   | -            | 東多江子                | 岡屋龍一   | 松竹                   |
| 110  | 8月25日  | 弁護士猪狩文助                                        | 5                                                | いかりや長介 | 和久峻三     | 田辺満                  | 水谷俊之   | 国際放映               |
| 111  | 9月1日   | 宗像教授伝奇考                                        | 2                                                | 高橋英樹     | 星野之宣     | 土屋斗紀雄              | 本橋圭太   | Joker                  |
| 112  | 9月8日   | 警察庁特別広域捜査官 宮之原警部シリーズ               | 1                                                | 村上弘明     | 木谷恭介     | 大森寿美男              | 油谷誠至   | 彩の会                 |
| 113  | 9月15日  | 陰の季節                                              | 6                                                | 上川隆也     | 横山秀夫     | 浅野有生子              | 中山史郎   | THE WORKS              |
| 114  | 9月22日  | 十津川警部シリーズ                                    | 29                                               | 渡瀬恒彦     | 西村京太郎   | 水谷龍二                | 水谷俊之   | テレパック             |
| 115  | 9月29日  | 探偵 左文字進                                         | 8                                                | 水谷豊       | 西村京太郎   | 長川千佳子              | 杉村六郎   | テレパック             |
| 116  | 10月6日  | ホステス探偵危機一髪                                  | 5                                                | 水野真紀     | -            | 江頭美智留              | 五木田亮一 | ドリマックス           |
| 117  | 10月20日 | 弁護士 朝吹里矢子                                     | 3                                                | 南果歩       | 夏樹静子     | 扇澤延男 普久原晃二     | 佐藤健光   | TSP                    |
| 118  | 10月27日 | ミステリー作家・桜田桃子の冒険                        | 3                                                | 池上季実子   | -            | 酒井あきよし 高橋孝之介 | 瀬川昌治   | 近藤照男プロダクション |
| 119  | 11月3日  | 新・女借金取りがゆく                                  | 新・女借金取りがゆく                             | 大島さと子   | -            |                         |            |                        |
| 120  | 11月10日 | 名探偵キャサリン                                      | 13                                               | かたせ梨乃   | 山村美紗     | 倉沢奈都子              | 村田忍     | テレパック             |
| 121  | 11月17日 | ラストシーン                                          | ラストシーン                                     | とよた真帆   | 川内康範     | 久松真一                | 真船禎     | THE WORKS              |
| 122  | 11月24日 | 恋する京女将 音姫千尋の事件簿                         | 1                                                | 片平なぎさ   | 秦建日子     | 川嶋澄乃                | 水谷俊之   | ホリプロ               |
| 123  | 12月1日  | ムコ入り刑事 高山家・明の事件ファイル                 | 1                                                | 坂口憲二     | -            | 尾崎将也                | 塚本連平   | MMJ                    |
| 124  | 12月22日 | おばさん会長・紫の犯罪清掃日記!ゴミは殺しを知っている | 5                                                | 中村玉緒     | -            | いとう斗士八            | 中山史郎   | FINE                   |
| 125  | 12月29日 | 十津川警部シリーズ                                    | 30                                               | 渡瀬恒彦     | 西村京太郎   | 安本莞二                | 脇田時三   | テレパック             |

### 2004年
| 回数 | 放送日   | タイトル                                              | 話数                          | 主演         | 原作                | 脚本                    | 監督         | 制作                   |
| ---- | -------- | ----------------------------------------------------- | ----------------------------- | ------------ | ------------------- | ----------------------- | ------------ | ---------------------- |
| 126  | 1月5日   | 浅見光彦シリーズ                                      | 18                            | 沢村一樹     | 内田康夫            | 橋塚慎一                | 佐々木章光   | テレパック             |
| 127  | 1月12日  | 早乙女千春の添乗報告書                                | 15                            | 名取裕子     | -                   | いとう斗士八            | 長尾啓司     | ホリプロ               |
| 128  | 1月19日  | 示談交渉人甚内たま子裏ファイル                        | 3                             | 渡辺えり子   | 柳原三佳 浦野道行   | 金谷祐子                | 本橋圭太     | Joker                  |
| 129  | 1月26日  | 万引きGメン・二階堂雪                                 | 11                            | 木の実ナナ   | -                   | 西岡琢也                | 津崎敏喜     | ネクスト・プロデュース |
| 130  | 2月2日   | 長く孤独な誘拐                                        | 長く孤独な誘拐                | 上川隆也     | 貫井徳郎            | 久松真一                | 長谷川康     | アミューズ             |
| 131  | 2月9日   | カードGメン・小早川茜                                 | 7                             | 片平なぎさ   | -                   | 齊藤珠緒                | 猪崎宣昭     | ネクスト・プロデュース |
| 132  | 2月16日  | 世直し公務員ザ・公証人                                | 4                             | 渡瀬恒彦     | -                   | 金谷祐子                | 増田天平     | オセロット             |
| 133  | 2月23日  | 税務調査官・窓際太郎の事件簿                          | 11                            | 小林稔侍     | -                   | 土屋斗紀雄              | 中山史郎     | Joker                  |
| 134  | 3月1日   | ひまわりさん 遺失物係を命ず!                          | 1                             | 緒形拳       | 鶴田一文 テリー山本 | 橋本以蔵                | 北畑泰啓     | TBSホールディングス    |
| 135  | 3月8日   | 棟居刑事シリーズ                                      | 3                             | 中村雅俊     | 森村誠一            | 佐伯俊道                | 水谷俊之     | G・カンパニー          |
| 136  | 3月15日  | ざこ検事 潮貞志の事件簿                               | 2                             | 長嶋一茂     | 今井秀智 高田靖彦   | 今井詔二                | 佐藤健光     | 東映                   |
| 137  | 3月22日  | 自治会長 糸井緋芽子 社宅の事件簿                      | 4                             | 泉ピン子     | -                   | 深沢正樹                | 中山史郎     | THE WORKS              |
| 138  | 3月29日  | 十津川警部シリーズ                                    | 31                            | 渡瀬恒彦     | 西村京太郎          | 長坂秀佳                | 脇田時三     | テレパック             |
| 139  | 4月12日  | 浅見光彦シリーズ                                      | 19                            | 沢村一樹     | 内田康夫            | 石原武龍 橋塚慎一       | 山内宗信     | テレパック             |
| 140  | 4月19日  | 上条麗子の事件推理                                    | 4                             | 眞野あずさ   | -                   | 土屋斗紀雄              | 鷹森立一     | TSP                    |
| 141  | 4月26日  | 名探偵・金田一耕助シリーズ                            | 31                            | 古谷一行     | 横溝正史            | 石原武龍                | 山本厚       | 東阪企画               |
| 142  | 5月3日   | 横山秀夫サスペンス                                    | 4                             | 金子賢       | 横山秀夫            | 久松真一                | 長谷川康     | アミューズ             |
| 143  | 5月10日  | 探偵 左文字進                                         | 9                             | 水谷豊       | 西村京太郎          | 上岡一美                | 杉村六郎     | テレパック             |
| 144  | 5月17日  | 捜し屋★諸星光介が走る!                                | 1                             | 船越英一郎   | -                   | 安本莞二                | 山田大樹     | 東京映画新社           |
| 145  | 5月24日  | 外科医零子                                            | 3                             | 財前直見     | -                   | 今井詔二                | 大岡進       | アズバーズ             |
| 146  | 5月31日  | ホステス探偵危機一髪                                  | 6                             | 水野真紀     | -                   | 江頭美智留              | 五木田亮一   | ドリマックス           |
| 147  | 6月7日   | 検事 沢木正夫                                         | 1                             | 榎木孝明     | 小杉健治            | 中岡京平                | 杉村六郎     | C.A.L                  |
| 148  | 6月14日  | 財務捜査官 雨宮瑠璃子                                 | 1                             | 浅野ゆう子   | -                   | 石原武龍                | 伊藤寿浩     | FINE                   |
| 149  | 6月21日  | やとわれ女将 菊千代の事件簿                           | 1                             | 坂口良子     | -                   | 高橋孝之介 酒井あきよし | 瀬川昌治     | 近藤照男プロダクション |
| 150  | 6月28日  | 見当たり捜査25時                                      | 見当たり捜査25時              | 大竹しのぶ   | 姉小路祐            | 深沢正樹                | 山田大樹     | 国際放映               |
| 151  | 7月5日   | 万引きGメン・二階堂雪                                 | 12                            | 木の実ナナ   | 齊藤珠緒            | 西岡琢也                | 津崎敏喜     | ネクスト・プロデュース |
| 152  | 7月12日  | 森村誠一サスペンスシリーズ                            | 4                             | 三浦友和     | 森村誠一            | 林誠人                  | 小澤啓一     | スイート・ベイジル     |
| 153  | 7月19日  | 真実を追う男                                          | 2                             | 小林稔侍     | -                   | 安井国穂                | 橋本一       | Joker                  |
| 154  | 7月26日  | 女タクシードライバーの事件日誌                        | 2                             | 余貴美子     | -                   | 瀧本智行                | 猪崎宣昭     | ノアズ                 |
| 155  | 8月2日   | 名探偵キャサリン                                      | 14                            | かたせ梨乃   | 山村美紗            | 倉沢奈都子              | 水谷俊之     | テレパック             |
| 156  | 8月9日   | 教授検事 東京地検特捜部                               | 教授検事 東京地検特捜部       | 加藤剛       | 姉小路祐            | 矢城潤一                | 藤嘉行       | 劇団俳優座             |
| 157  | 8月16日  | 駅前タクシー湯けむり事件案内                          | 2                             | 梅沢富美男   | -                   | 酒井あきよし 高橋孝之介 | 瀬川昌治     | 近藤照男プロダクション |
| 158  | 8月23日  | 湯の町コンサルタント                                  | 3                             | 坂東三津五郎 | -                   | 水谷龍二 上藤聡         | 堀川とんこう | カノックス             |
| 159  | 8月30日  | 血痕 警科研・湯川愛子の鑑定ファイル                   | 1                             | 竹下景子     | -                   | 坂田義和                | 堀川とんこう | 東阪企画               |
| 160  | 9月6日   | 自治会長 糸井緋芽子 社宅の事件簿                      | 5                             | 中村玉緒     | -                   | 深沢正樹                | 中山史郎     | FINE                   |
| 161  | 9月13日  | 横山秀夫サスペンス                                    | 5                             | 橋爪功       | 横山秀夫            | 久松真一                | 榎戸耕史     | コブラピクチャーズ     |
| 162  | 9月27日  | 十津川警部シリーズ                                    | 32                            | 渡瀬恒彦     | 西村京太郎          | 安本莞二                | 池澤辰也     | テレパック             |
| 163  | 10月11日 | 松本清張特別企画・殺意                                | 松本清張特別企画・殺意        | 高島礼子     | 松本清張            | 林誠人                  | 難波一弘     | BS-TBS                 |
| 164  | 10月18日 | 早乙女千春の添乗報告書                                | 16                            | 名取裕子     | -                   | いとう斗士八            | 長尾啓司     | ホリプロ               |
| 165  | 10月25日 | 刑務官・一条信一 消えた模範囚                         | 刑務官・一条信一 消えた模範囚 | 柴田恭兵     | -                   | 西岡琢也 瀬川由美       | 吉本潤       | ネクスト・プロデュース |
| 166  | 11月8日  | ペットシッター沢口華子の事件簿                        | 2                             | 研ナオコ     | -                   | 土屋斗紀雄              | 中山史郎     | Joker                  |
| 167  | 11月15日 | 税理士楠銀平の事件帳簿                                | 2                             | 愛川欽也     | -                   | 金谷祐子                | 今井和久     | MMJ                    |
| 168  | 11月22日 | 恋する京女将 音姫千尋の事件簿                         | 2                             | 片平なぎさ   | -                   | 砂本量                  | 中山秀一     | ホリプロ               |
| 169  | 11月29日 | 陰の季節                                              | 7                             | 上川隆也     | 横山秀夫            | 安井国穂                | 真船禎       | THE WORKS              |
| 170  | 12月6日  | 警視庁三係・吉敷竹史シリーズ                          | 1                             | 鹿賀丈史     | 島田荘司            | 高田純                  | 国本雅広     | ケイファクトリー       |
| 171  | 12月13日 | おばさん会長・紫の犯罪清掃日記!ゴミは殺しを知っている | 6                             | 中村玉緒     | -                   | いとう斗士八            | 中山史郎     | FINE                   |
| 172  | 12月20日 | 棟居刑事シリーズ                                      | 4                             | 中村雅俊     | 森村誠一            | 佐伯俊道                | 水谷俊之     | G・カンパニー          |
| 173  | 12月27日 | 十津川警部シリーズ                                    | 33                            | 渡瀬恒彦     | 西村京太郎          | 安本莞二                | 村田忍       | テレパック             |

### 2005年
| 回数 | 放送日   | タイトル                                      | 話数                                          | 主演       | 原作                | 脚本                     | 監督       | 制作                   |
| ---- | -------- | --------------------------------------------- | --------------------------------------------- | ---------- | ------------------- | ------------------------ | ---------- | ---------------------- |
| 174  | 1月10日  | 税務調査官・窓際太郎の事件簿                  | 12                                            | 小林稔侍   | -                   | 倉成柊一郎               | 中山史郎   | Joker                  |
| 175  | 1月17日  | 京舞妓殺人事件                                | 2                                             | 池上季実子 | 山村美紗            | 瀧川晃代                 | 関本郁夫   | 東映                   |
| 176  | 1月24日  | 交通特別捜査係 警部補・結城あかね             | 交通特別捜査係 警部補・結城あかね             | 泉ピン子   | 胡桃沢耕史          | 横田与志                 | 荒井光明   | ドリマックス           |
| 177  | 1月31日  | パートタイム裁判官                            | 1                                             | 水谷豊     | -                   | 石原武龍                 | 吉川一義   | オセロット             |
| 178  | 2月7日   | 示談交渉人甚内たま子裏ファイル                | 4                                             | 渡辺えり子 | 柳原三佳 浦野道行   | 金谷祐子                 | 本橋圭太   | Joker                  |
| 179  | 2月14日  | 捜し屋★諸星光介が走る!                        | 2                                             | 船越英一郎 | -                   | 安本莞二                 | 山田大樹   | 東宝                   |
| 180  | 2月21日  | やとわれ女将 菊千代の事件簿                   | 2                                             | 坂口良子   | -                   | 酒井あきよし 高橋孝之介  | 瀬川昌治   | 近藤照男プロダクション |
| 181  | 2月28日  | 女タクシードライバーの事件日誌                | 3                                             | 余貴美子   | -                   | 瀧本智行                 | 水谷俊之   | ノアズ                 |
| 182  | 3月7日   | 警察庁・内偵監察官 桜沢葵の事件簿             | 警察庁・内偵監察官 桜沢葵の事件簿             | 水前寺清子 | 八津弘幸            | 林誠人 八津弘幸 矢城潤一 | 浜本正機   | イースト               |
| 183  | 3月14日  | 浅見光彦シリーズ                              | 20                                            | 沢村一樹   | 内田康夫            | 橋塚慎一 石原武龍        | 佐々木章光 | テレパック             |
| 184  | 3月28日  | 十津川警部シリーズ                            | 34                                            | 渡瀬恒彦   | 西村京太郎          | 長坂秀佳                 | 脇田時三   | テレパック             |
| 185  | 4月11日  | カードGメン・小早川茜                         | 8                                             | 片平なぎさ | -                   | 三島ゆき                 | 猪崎宣昭   | ネクスト・プロデュース |
| 186  | 4月18日  | 世直し公務員ザ・公証人                        | 5                                             | 渡瀬恒彦   | -                   | 金谷祐子                 | 増田天平   | オセロット             |
| 187  | 4月25日  | 財務捜査官 雨宮瑠璃子                         | 2                                             | 浅野ゆう子 | -                   | 石原武龍                 | 伊藤寿浩   | FINE                   |
| 188  | 5月2日   | 真相                                          | 真相                                          | 小林稔侍   | 横山秀夫            | 加藤正人                 | 榎戸耕史   | コブラピクチャーズ     |
| 189  | 5月9日   | 弁護士 朝吹里矢子                             | 4                                             | 南果歩     | 夏樹静子            | 坂上かつえ 普久原晃二    | 岡屋龍一   | TSP                    |
| 190  | 5月16日  | 女金融道シリーズ                              | 2                                             | 中村玉緒   | -                   | 石原武龍                 | 伊藤寿浩   | FINE                   |
| 191  | 5月23日  | 万引きGメン・二階堂雪                         | 13                                            | 木の実ナナ | -                   | 西岡琢也                 | 津崎敏喜   | ネクスト・プロデュース |
| 192  | 5月30日  | 森村誠一サスペンスシリーズ                    | 5                                             | 三浦友和   | 森村誠一            | 林誠人                   | 小澤啓一   | スイート・ベイジル     |
| 193  | 6月6日   | 冤罪 〜父と子の旅路〜                         | 冤罪 〜父と子の旅路〜                         | 橋爪功     | 小杉健治            | 石原武龍                 | 長谷部安春 | G・カンパニー          |
| 194  | 6月13日  | 横山秀夫サスペンス                            | 6                                             | 段田安則   | 横山秀夫            | 久松真一                 | 長谷川康   | コブラピクチャーズ     |
| 195  | 6月20日  | 110番通信指令官 秋月翔子                      | 110番通信指令官 秋月翔子                      | 萬田久子   | -                   | いずみ玲                 | 油谷誠至   | ビデオフォーカス       |
| 196  | 6月27日  | 弁護士高見沢響子                              | 7                                             | 市原悦子   | -                   | 石原武龍                 | 長尾啓司   | 東阪企画               |
| 197  | 7月4日   | 十津川警部シリーズ                            | 35                                            | 渡瀬恒彦   | 西村京太郎          | 長坂秀佳                 | 脇田時三   | テレパック             |
| 198  | 7月11日  | 自治会長 糸井緋芽子 社宅の事件簿              | 6                                             | 中村玉緒   | -                   | 深沢正樹                 | 中山史郎   | FINE                   |
| 199  | 7月18日  | 名探偵・金田一耕助シリーズ                    | 32                                            | 古谷一行   | 横溝正史            | 石原武龍                 | 山本厚     | 東阪企画               |
| 200  | 7月25日  | ひまわりさん 遺失物係を命ず!                  | 2                                             | 緒形拳     | 鶴田一文 テリー山本 | 橋本以蔵                 | 北畑泰啓   | TBSホールディングス    |
| 201  | 8月1日   | 検察官 沢木穂乃歌                             | 2                                             | 岩下志麻   | -                   | 金子成人                 | 大野木直之 | 大野木オフィス         |
| 202  | 8月8日   | 駅前タクシー湯けむり事件案内                  | 3                                             | 梅沢富美男 | -                   | 高橋孝之介 酒井あきよし  | 瀬川昌治   | 近藤照男プロダクション |
| 203  | 8月22日  | 運のない女 最期の誕生日                       | 運のない女 最期の誕生日                       | 桜井幸子   | 寺田敏雄            | 寺田敏雄                 | 吉田健     | ニチエン               |
| 204  | 9月5日   | ネタ元                                        | ネタ元                                        | 沢口靖子   | 横山秀夫            | 西村タカシ               | 中山史郎   | THE WORKS              |
| 205  | 9月12日  | ざこ検事 潮貞志の事件簿                       | 3                                             | 長嶋一茂   | 今井秀智 高田靖彦   | 今井詔二                 | 佐藤健光   | 東映                   |
| 206  | 9月26日  | 税務調査官・窓際太郎の事件簿                  | 13                                            | 小林稔侍   | -                   | 倉成柊一郎               | 中山史郎   | Joker                  |
| 207  | 10月17日 | 早乙女千春の添乗報告書                        | 17                                            | 名取裕子   | -                   | 栗本志津香               | 長尾啓司   | ホリプロ               |
| 208  | 10月24日 | 狩矢警部シリーズ                              | 1                                             | 船越英一郎 | 山村美紗            | 深沢正樹                 | 藤岡浩二郎 | 東映                   |
| 209  | 10月31日 | 夜盗                                          | 夜盗                                          | 里見浩太朗 | なかにし礼          | 塙五郎                   | 黒沢直輔   | G・カンパニー          |
| 210  | 11月7日  | 横山秀夫サスペンス 三ツ鐘署シリーズ「深追い」 | 横山秀夫サスペンス 三ツ鐘署シリーズ「深追い」 | 椎名桔平   | 横山秀夫            | 窪田信介                 | 榎戸耕史   | コブラピクチャーズ     |
| 211  | 11月14日 | 弁護士二重丸承子                              | 弁護士二重丸承子                              | 野際陽子   | -                   | 今井詔二                 | 井坂聡     | トレンド               |
| 212  | 11月21日 | 検察審査会                                    | 検察審査会                                    | 高島礼子   | -                   | 安井国穂                 | 児玉宜久   | 大映テレビ             |
| 213  | 11月28日 | 父が来た道                                    | 父が来た道                                    | 阿部寛     | 髙村薫              | 鎌田敏夫                 | 出目昌伸   | オセロット             |
| 214  | 12月12日 | ムコ入り刑事 高山家・明の事件ファイル         | 2                                             | 坂口憲二   | -                   | 尾崎将也                 | 今井和久   | MMJ                    |
| 215  | 12月26日 | 浅見光彦シリーズ                              | 21                                            | 沢村一樹   | 内田康夫            | 石原武龍                 | 佐々木章光 | テレパック             |

### 2006年
| 回数 | 放送日  | タイトル                                | 話数                                    | 主演         | 原作       | 脚本            | 監督         | 制作                   |
| ---- | ------- | --------------------------------------- | --------------------------------------- | ------------ | ---------- | --------------- | ------------ | ---------------------- |
| 216  | 1月9日  | 十津川警部シリーズ                      | 36                                      | 渡瀬恒彦     | 西村京太郎 | 橋本以蔵        | 油谷誠至     | テレパック             |
| 217  | 1月16日 | 警視庁三係・吉敷竹史シリーズ            | 2                                       | 鹿賀丈史     | 島田荘司   | 高田純          | 国本雅広     | ケイファクトリー       |
| 218  | 1月30日 | 湯の町コンサルタント                    | 4                                       | 坂東三津五郎 | -          | 水谷龍二 上藤聡 | 堀川とんこう | カノックス             |
| 219  | 2月6日  | 世直し公務員ザ・公証人                  | 6                                       | 渡瀬恒彦     | -          | 金谷祐子        | 増田天平     | オセロット             |
| 220  | 2月13日 | 警察庁特別広域捜査官 宮之原警部シリーズ | 2                                       | 村上弘明     | 木谷恭介   | 今井詔二        | 小林俊一     | 彩の会                 |
| 221  | 2月20日 | 外科医零子                              | 4                                       | 財前直見     | -          | 今井詔二        | 大岡進       | アズバーズ             |
| 222  | 2月27日 | 走れ! 事件記者 娘に捧げる最後のスクープ | 走れ! 事件記者 娘に捧げる最後のスクープ | 小林稔侍     | 高橋玄洋   | 進藤健二        | 廣瀬襄       | 東阪企画               |
| 223  | 3月20日 | やとわれ女将 菊千代の事件簿             | 3                                       | 坂口良子     | -          | 山浦弘靖        | 瀬川昌治     | 近藤照男プロダクション |

## 放送局
- 新作（地上波）
  - TBSテレビ：21:00 - 22:54（月曜日 系列局もこの時間帯に放送、字幕放送）
- 時差放送
  - 秋田テレビ、「日曜ワイド劇場」として日曜13:00 - 14:55に放送（『スーパー競馬』拡大時は内容変更）
- 再放送（地上波）
  - TBSテレビ：14:00 - 16:00（月曜日 - 金曜日 関東ローカルなど）
  - テレビユー山形：13:55 - 15:49（月曜日 - 木曜日）
  - 東北放送：13:55 - 15:50（月曜日 - 金曜日）
  - 静岡放送：13:55 - 15:50（月曜日 - 金曜日）
  - 信越放送：14:00 - 16:00（日曜日）
  - チューリップテレビ：15:00 - 16:53（月曜日 - 金曜日）
  - 北陸放送：13:55 - 15:45（月曜日 - 金曜日）
  - 山陽放送：13:55 - 15:50（月曜日 - 金曜日）「ドラマちっくRSK」として放送
  - 山陰放送：13:55 - 15:45（月曜日 - 金曜日）
  - あいテレビ：14:00 - 15:54（月曜日 - 金曜日）
  - RKB毎日放送：14:00 - 15:54（土曜日 別番組放送時あり）
  - 南日本放送：14:00 - 15:54（土曜日 別番組放送時あり）
  - そのほかの系列局でも不定期で再放送が行われている。
- BS-TBS（BSデジタル）
再放送：月曜日 - 金曜日 9:59 - 12:00、月曜 13:55 - 15:55、火曜 - 金曜 13:55 - 16:00 土曜日 15:00 - 16:54、19:00 - 20:54 日曜日 15:00 - 16:55、19:00 - 20:54（2022年4月現在。字幕放送。放送休止の場合あり）。なおBS-TBSでは別名「ミステリー・セレクション」番組枠で放送されている。ハイビジョン制作以前に制作された番組については4：3標準画質で放送される場合がある（スポンサーはなし）。2011年9月以前まではその他の時間帯でも不定期で夕方や夜間に放送されることもあった。
- TBSチャンネル（CS）
再放送：放送時間はそのときの編成により変わるため不定（月曜日 - 金曜日 、CMカットのため通常では1時間35分 - 40分、字幕放送）

※なお、予定していた2006年1月23日放送分はJNN報道特別番組（ライブドア社長ら逮捕の関連ニュース）放送のため、2006年3月13日放送分は演出家久世光彦死去に伴う追悼企画『寺内貫太郎一家』傑作選放送のため急遽放送中止となった（後日に放送日時延期 2006年1月23日放送分は2006年5月15日に延期となった）。